# Arafura Games
Die Arafura Games sind sportliche Wettbewerbe, die von 1991 bis 2011 alle zwei Jahre in Darwin (Australien) abgehalten werden. Es finden, wie bei den Olympischen Spielen, Wettbewerbe in verschiedenen Sportarten statt. Dabei wurde erst auf den asiatisch-pazifischen Raum abgezielt, was sich jedoch später in manchen Sportarten änderte (Boxen ist eine der Sportarten, in der immer nur Boxer aus dem asiatisch-pazifischen Raum teilnahmen).
An den Arafura Games 2001 nahmen 3.100 Athleten aus 25 Nationen teil. 2003 wurden die Spiele wegen des SARS-Virus abgesagt. Die 8. Spiele fanden vom 12. bis 19. Mai 2007 statt und beinhalteten zum zweiten Mal auch Wettkämpfe für Behinderte, angelehnt an die Paralympics.
Die 9. Spiele fanden vom 9. bis 16. Mai 2009 statt. Die 10. Spiele waren vom 6. bis 14. Mai 2011 vor Ort. Die 11. Spiele, die vom 11. bis zum 18. Mai 2013 in Darwin hätten stattfinden sollen, wurden abgesagt, da der neue Regierungschef des Territoriums Northern Territory (NT) Adam Giles dieses Sportereignis als zu teuer ansah. Im darauffolgenden Jahr, 2014, gab das NT bekannt, dass die Arafura Games aus diesem Grund nicht mehr stattfinden. 2019 wurden die Spiele jedoch wieder ausgetragen.
Der Name Arafura Games stammt von der Arafurasee, die zwischen Australien und Südostasien liegt. Sie bildet den Mittelpunkt des ursprünglichen Einzugsgebietes.

## Sportarten
- Badminton (2007, 2009, 2019, 2023)
- Basketball
- Boxen
- Cricket
- Fußball
- Gewichtheben
- Golf
- Schwimmen
- Softball
- Sportschießen
- Squash
- Taekwondo
- Tennis
- Tischtennis
- Triathlon und einige mehr